# انتخابات ریاست‌جمهوری برزیل (۱۸۹۱)
انتخابات ریاست جمهوری برزیل در فوریه ۱۸۹۱ اولین انتخابات ریاست جمهوری بود که در برزیل برگزار شد. رئیس‌جمهور توسط کنگره انتخاب شد و منجر به انتخاب رئیس‌جمهور مانوئل دئودورو دا فونسکا شد که از ۱۵ نوامبر ۱۸۸۹، هنگام سرنگونی سلطنت ، رئیس دولت موقت بود. طبق قانون اساسی اعلام شده توسط کنگره در۲۴ فوریه ۱۸۹۱ ، انتخابات کنگره در روز بعد، ۲۵ فوریه ۱۸۹۱ برگزار شد و رئیس‌جمهور منتخب به همراه معاون رئیس‌جمهور در۲۶ فوریه ۱۸۹۱ کار خود را آغاز کردند.